# فرودگاه فوتونا
فرودگاه فوتونا (به انگلیسی: Futuna Airport) یک فرودگاه همگانی با کد یاتا FTA است . این فرودگاه در کشور وانواتو قرار دارد .

## شرکت‌های هواپیمایی و مقصدهای پروازی
| شرکت‌های هواپیمایی | مقصدهای پروازی |
| ----------------- | -------------- |
| ایر وانواتو       | انیوا، وایت‌گرس |